# Llista de reis zulus
Aquesta llista de reis zulus mostra una llista dels cabdills i reis zulus des dels primers caps coneguts fins ara:
- Mnguni
- Nkosinkulu
- Mdlani
- Luzumana
- Malandela kaLuzumana, fill de Luzumana
- Ntombhela kaMalandela, fill de Malandela.
- Zulu kaNtombhela, fill de Ntombela, founder i cap dels clans zulu fins a 1709.
- Gumede kaZulu, fill de Zulu, cap del clan zulu.
- Phunga kaGumede (m. 1727), fill de Gumede, cap dels clans zulu el 1727.
- Mageba kaGumede (m. 1745), fill de Gumede i germà de Phunga, cap dels clans zulu de 1727 a 1745.
- Ndaba kaMageba (m. 1763), fill de Mageba, cap dels clan zulu de 1745 a 1763.
- Jama kaNdaba (m. 1781), fill de Ndaba, cap dels clans zulu de 1763 a 1781.
- Senzangakhona kaJama (ca. 1762-1816), fill de Jama, cap dels clans zulu de 1781 a 1816.
- Shaka kaSenzangakhona (ca. 1787-1828), fill de Senzangakona, rei de 1816 a 1828.
- Dingane kaSenzangakhona (ca. 1795-1840), fill de Senzangakona i mig germà de Shaka, rei de 1828 a 1840.
- Mpande kaSenzangakhona (1798-1872), fill de Senzangakona i mig germà de Shaka i Dingane, rei de 1840 a 1872.
- Cetshwayo kaMpande (1826 - February 1884), fill de Mpande, rei de 1872 a 1884.
- Dinuzulu kaCetshwayo (1868-1913), fill de Cetshwayo kaMpande, rei de 1884 a 1913.
- Solomon kaDinuzulu (1891-1933), fill de Dinuzulu kaCetshwayo, rei de 1913 a 1933.
- Cyprian Bhekuzulu kaSolomon (4 d'agost 1924-17 de setembre 1968), fill de Solomon kaDinuzulu, rei de 1948 a 1968.
- Goodwill Zwelethini kaBhekuzulu (nascut 14 de juliol 1948-2021), fill de Cyprian Bhekuzulu kaSolomon, rei de 1971 a 2021.[1]
- Mantfombi Dlamini (1956-2021), reina regent durant 2021.[1]
- Misuzulu Sinqobile kaZwelithini (nascut 1974), rei des de 2021.